# ITunes Festival: London 2009
iTunes Festival: London 2009 è un EP del cantante pop Mika rilasciato il 1º gennaio 2009.

## Tracce
1. Big Girl (You Are Beautiful) – 4:51
2. Stuck In the Middle – 5:39
3. Happy Ending – 4:56
4. Love Today – 4:54
5. Grace Kelly – 3:53
6. Lollipop – 5:18